# Keri Hulme
Keri Hulme (født 9. marts 1947 i Christchurch, New Zealand, død 27. december 2021) var en newzealandsk forfatter. Hun er bedst kendt for romanen Marvfolket (The Bone People), som vandt Man Booker Prize i 1985. Hun var den første newzealænder, som vandt denne pris.

## Privat
Hulme boede alene i Okarito. Hun identificerede sig som ateist, aromatisk og aseksuel.

## Udvalgt bibliografi
- The Bone People (1984, Bookerprisen)